# Digital Rock Star
Digital Rock Star – czwarty album studyjny muzyka Space Cowboya. Premiera w Stanach Zjednoczonych odbyła się 26 października 2009 roku.

## Single
W kwietniu 2009 roku, utwór "Falling Down" wyciekł do internetu. Jako oficjalny singiel ukazał się 15 maja.
Drugim singlem został utwór "I Cane 2 Party", który niemiecki zespół Cinema Bizarre nagrał gościnnie ze Space Cowboyem. Premiera odbyła się 7 sierpnia 2009 roku.

## Lista utworów
1. "Just Play That Track" (feat. Natalia Kills)
2. "Falling Down" (feat. Chelsea)
3. "I Came 2 Party" (Cinema Bizarre feat. Space Cowboy)
4. "Boyfriends Hate Me"
5. "Devastated" (feat. Chantelle Paige & Cherry Cherry Boom Boom)
6. "Invisible"
7. "Party Like Animal" (feat. Kee & Vistoso Bosses)
8. "Talking in Your Sleep" (nowa wersja)
9. "I'ma Be Alright (Rent Money)"
10. "I Want You Back"
11. "My Egyptian Lover" (nowa wersja) (feat. Nadia Oh)
12. "Falling Down" (Remix) (feat. Chelsea & LMFAO)

Wydanie amerykańskie
1. "Falling Down" (Stereotypes Remix) (feat. Far East Movement)

Wydanie niemieckie
1. "Never Again"

Wydanie japońskie
1. "Falling Down" (Stereotypes Remix) (feat. Far East Movement)
2. "Never Again"